# Riocabado (ort)
Riocabado är en ort i Spanien.   Den ligger i provinsen Provincia de Ávila och regionen Kastilien och Leon, i den centrala delen av landet, 100 km väster om huvudstaden Madrid. Riocabado ligger 908 meter över havet och antalet invånare är 184.
Terrängen runt Riocabado är huvudsakligen platt, men åt sydost är den kuperad. Terrängen runt Riocabado sluttar norrut. Runt Riocabado är det ganska glesbefolkat, med 24 invånare per kvadratkilometer. Närmaste större samhälle är Tiñosillos, 13,1 km nordost om Riocabado. Trakten runt Riocabado består till största delen av jordbruksmark.